# Paradrallia punctigera
Paradrallia punctigera är en fjärilsart som beskrevs av Gustaaf Hulstaert 1924. Paradrallia punctigera ingår i släktet Paradrallia och familjen tandspinnare. Inga underarter finns listade i Catalogue of Life.